# کریسپین گلاور (ترانه)
کریسپین گلاور (به انگلیسی: Crispin Glover) دومین تک‌آهنگ از نخستین آلبوم اسکارلینگ است.